# Звольський Станіслав Тимофійович
Звольський Станіслав Тимофійович (15 грудня 1925 с. Садове, Хмельницька область — 26 червня 2018, Київ) — український геофізик. Доктор геолого-мінералогічних наук (1986), лауреат Премії АН УРСР ім. В. Вернадського (1984).

## Біографія
Звольський Станіслав Тимофійович народився у с. Садове у Хмельницькій області. Брав участь у Другій світовій війні. Воював у Карпатах у складі 2-го, а згодом 4-го Українського фронту. Був важко поранений — отримав інвалідність. Нагороджений орденом Вітчизняної війни 1 ступеня, орденом «За мужність» та багатьма медалями.ал
У 1950 році закінчив фізико-математичний факультет Вінницького педагогічного інституту і два роки працював викладачем цього вишу.
У 1952—1955 рр. — аспірант при кафедрі експериментальної фізики Київського державного педагогічного інституту. 1956 р. захистив кандидатську дисертацію, присвячену вирішенню завдання ідентифікації радіоактивних ізотопів у двокомпонентній суміші методом абсорбції β-випромінювання.
Протягом 1956—1999 рр. працював в Інституті геологічних наук НАН України (з 1969 — завідувач лабораторії ізотопних методів досліджень в гідрогеології, з 1991 — провідний науковий співробітник). З 2000 працює провідним науковим співробітником Інституту геофізики НАН України. Одночасно у 1961—1963 рр. викладав у Київському педагогічному інституті.
Станіслав Тимофійович започаткував визначення показників фізичного стану гірських порід і донних відкладів за допомогою ядерно-фізичних методів, розробив їх теоретичні та технічні основи у натурних гідрогеологічних, інженерно-геологічних і морських геологічних дослідженнях. Також він розробив прилад нейтронного каротажу для визначення вологості та нейтронопоглинальних параметрів геологічних середовищ.
С. Звольський у 1970—1980 роках брав участь у науково-дослідних експедиціях на Чорному морі та в Атлантичному й Індійському океанах, де безпосередньо проводив морські геологічні дослідження. У подальшому це сприяло розробці нових модифікацій приладів та їх застосуванню для пошуку і розвідки морських родовищ корисних копалин, в морських інженерно-геологічних дослідженнях для будівництва на морському дні.
Лауреат премії ім. В. І. Вернадського Академії наук УРСР (1984).
У 1985 р. захистив докторську дисертацію «Ядерно-геофізичні методи при вивченні фізико-механічних властивостей донних відкладів», у якій узагальнив дослідження з використання джерел нейтронів і гама-квантів при визначенні параметрів донних порід Світового океану.
С. Звольський започаткував новий напрямок — свердловинні ядерно-геофізичні дослідження природних ґрунтів. Згодом цей напрямок поширився на вивчення техногенних і антропогенних об'єктів (золовідвали теплових електростанцій, хвостосховища гірничо-збагачувальних комбінатів, полігони побутових відходів).
Наукова спадщина С.Звольського складає понад 125 друкованих робіт, з яких 6 монографій, чисельні статті, 40 науково-популярних брошур.
Вчений розробив прилад нейтронного каротажу для визначення вологості та нейтронопоглинальних параметрів геологічних середовищ, отримав 16 патентів на винаходи.
Помер 26 червня 2018 року.